# Kolë Bibë Mirakaj
Kolë Bibë Mirakaj (ur. 5 grudnia 1899 we wsi Iballë, okręg Peqin, zm. 17 maja 1968 w Nowym Jorku) – albański polityk, w 1943 minister spraw wewnętrznych w rządzie Eqrema Libohovy (ostatnim rządzie pro-włoskim).

## Życiorys
Urodził się w rodzinie katolickiej. Ukończył szkołę prowadzoną przez franciszkanów w Szkodrze, a następnie szkołę pedagogiczną w Elbasanie. W latach 20. XX w. pracował jako nauczyciel we wsi Iballë i w Pukë. W 1926 wziął udział w wystąpieniu antyrządowym w krainie Dukagjini, za co został zaocznie skazany na karę śmierci. W czasie włoskiej okupacji Albanii związał się z Albańską Partią Faszystowską, awansując w marcu 1940 na stanowisko zastępcy sekretarza generalnego partii. W tym samym czasie udał się w podróż na południe Albanii, przekonując miejscową ludność, że Włosi ocalili Albanię przed grecką agresją i zapowiadając albanizację obszarów, gdzie występowały dotąd liczne skupiska mniejszości greckiej.
W okresie od stycznia do lutego 1943 pełnił funkcję ministra stanu w rządzie Eqrema Libohovy.  W maju 1943 objął stanowisko ministra spraw wewnętrznych w rządzie kierowanym przez Maliqa Bushatiego. We wrześniu 1943 wycofał się z działalności politycznej. W 1944 opuścił Albanię i wyjechał do Niemiec, a stamtąd do Włoch, gdzie prowadził działalność antykomunistyczną jako działacz Niezależnego Bloku Narodowego (Bloku Kombetar Independent)). Dwaj bracia Mirakaja Pashko i Ndoc do 1949 ukrywali się w górach w północnej Albanii. Żona Mirakaja Xhina i dzieci zostały internowane przez władze komunistyczne.